# Briefmarken-Jahrgang 1996 der Bundesrepublik Deutschland
Der Briefmarken-Jahrgang 1996 der Bundesrepublik Deutschland wurde vom Bundesministerium für Post und Telekommunikation herausgegeben. Die Deutsche Post AG war für den Vertrieb und Verkauf zuständig. Der Jahrgang umfasste 56 Sondermarken, zwei Blockausgaben sowie eine Dauermarke der Serie Sehenswürdigkeiten. Es ist der erste deutsche Jahrgang, der komplett die Landesbezeichnung Deutschland trägt.
Alle ausgegebenen Briefmarken waren ursprünglich unbeschränkt frankaturgültig. Durch die Einführung des Euro als europäische Gemeinschaftswährung zum 1. Januar 2002 wurde diese Regelung hinfällig.
Die Briefmarken dieses Jahrganges konnten allerdings bis zum 30. Juni 2002 aufgebraucht werden. Ein Umtausch war noch bis zum 30. September in den Filialen der Deutschen Post möglich, danach bis zum 30. Juni 2003 zentral in der Niederlassung Philatelie der Deutsche Post AG in Frankfurt.

## Liste der Ausgaben und Motive
Legende
- Bild: Eine bearbeitete Abbildung der genannten Marke. Das Verhältnis der Größe der Briefmarken zueinander ist in diesem Artikel annähernd maßstabsgerecht dargestellt. Sollten keine Marken abgebildet sein, liegt es daran, dass das Urheberrecht des Künstlers noch nicht erloschen ist.
- Beschreibung: Eine Kurzbeschreibung des Motivs und/oder des Ausgabegrundes. Bei ausgegebenen Serien oder Blocks werden die zusammengehörigen Beschreibungen mit einer Markierung versehen eingerückt.
- Wert: Der Frankaturwert der einzelnen Marke in Pfennig. Ein „+“ bedeutet, dass es sich um eine Zuschlagsmarke handelt (= Frankaturwert + Spende).
- Ausgabedatum: Das Datum des erstmaligen Verkaufs dieser Briefmarke.
- Auflage: Soweit bekannt, wird hier die zum Verkauf angebotene Anzahl dieser Ausgabe angegeben.
- Entwurf: Soweit bekannt, wird hier angegeben, von wem der Entwurf dieser Marke stammt.
- Mi.-Nr.: Diese Briefmarke wird im Michel-Katalog unter der entsprechenden Nummer gelistet.

| Sondermarken | |                  |                       |             |                                     |               |
| Bild         | Beschreibung | Werte in Pfennig | Ausgabe- datum (1996) | Auflage     | Entwurf                             | Mi.-Nr.       |
|              | 150 Jahre Kindermissionswerk in Deutschland                                                                               | 100              | 11. Januar            | 27.150.000  | Ernst Jünger                        | 1834          |
|              | 50. Todestag von Friedrich von Bodelschwingh                                                                              | 100              | 11. Januar            | 55.000.000  | Hermann Schwahn                     | 1835          |
|              | Serie: Für die Jugend – Hunderassen - Barsoi                                                                              | 80+40            | 8. Februar            | 2.760.000   | Joachim Rieß                        | 1836          |
|              | - Chow-Chow | 80+40            | 8. Februar            | 2.820.000   | Joachim Rieß                        | 1837          |
|              | - Bernhardiner | 100+50           | 8. Februar            | 2.810.000   | Joachim Rieß                        | 1838          |
|              | - Collie | 100+50           | 8. Februar            | 2.850.000   | Joachim Rieß                        | 1839          |
|              | - Briard | 200+80           | 8. Februar            | 2.700.000   | Joachim Rieß                        | 1840          |
|              | 450. Todestag von Martin Luther                                                                                           | 100              | 8. Februar            | 25.946.000  | Dieter Heidenreich                  | 1841          |
|              | 200. Geburtstag von Philipp Franz von Siebold Gemeinschaftsausgabe mit Japan                                              | 100              | 17. Februar           | 24.235.000  | Günter Jacki                        | 1842          |
|              | Serie: Deutsche Malerei des 20. Jahrhunderts - Sitzender Weiblicher Akt von Max Pechstein                                 | 100              | 7. März               | 31.310.000  | Ernst Jünger                        | 1843          |
|              | - Für Wilhelm Runge von Georg Muche                                                                                       | 200              | 7. März               | 16.320.000  | Ernst Jünger                        | 1844          |
|              | - Stilleben mit Gitarre, Buch und Vase von Helmut Kolle                                                                   | 300              | 7. März               | 24.310.000  | Ernst Jünger                        | 1845          |
|              | 1000 Jahre Domplatz zu Halberstadt                                                                                        | 80               | 7. März               | 78.520.000  | Jochen Bertholdt                    | 1846          |
|              | 300. Geburtstag von Giovanni Battista Tiepolo Deckenfresko (Detail) der Würzburger Residenz                               | 200              | 7. März               | 14.855.000  | Fritz Lüdtke                        | 1847          |
|              | 50. Todestag von Clemens August Graf von Galen                                                                            | 100              | 7. März               | 19.870.000  | Antonia Graschberger                | 1848          |
|              | Serie: Bilder aus Deutschland - Holsteinische Schweiz (Schloss Plön)                                                      | 100              | 11. April             | 31.170.000  | Heinz Schillinger                   | 1849          |
|              | - Saalelandschaft in Thüringen                                                                                            | 100              | 11. April             | 30.600.000  | Heinz Schillinger                   | 1850          |
|              | - Spreewald (Leiper Graben)                                                                                               | 100              | 11. April             | 29.480.000  | Heinz Schillinger                   | 1851          |
|              | - Eifel (Kloster Maria Laach)                                                                                             | 100              | 11. April             | 30.750.000  | Heinz Schillinger                   | 1852          |
|              | Briefmarkenblock – Serie: Für uns Kinder - Reitender Postbote                                                             | 100              | 11. April             | 15.000.000  | Erna de Vries                       | Block 35 1853 |
|              | Serie: Europa Berühmte Frauen - Selbstporträt von Paula Modersohn-Becker                                                  | 80               | 3. Mai                | 78.990.000  | Manfred Gottschall                  | 1854          |
|              | - Selbstporträt von Käthe Kollwitz                                                                                        | 100              | 3. Mai                | 15.000.000  | Manfred Gottschall                  | 1855          |
|              | 1000 Jahre Marktrecht für Freising                                                                                        | 100              | 3. Mai                | 65.500.000  | Karin Blume-Zander und André Zander | 1856          |
|              | 150 Jahre Deutscher Bühnenverein                                                                                          | 200              | 3. Mai                | 15.650.000  | Ernst Jünger                        | 1857          |
|              | 75. Geburtstag von Wolfgang Borchert Plakat zur Uraufführung von Draußen vor der Tür 1948 (Porträt von Rosemarie Clausen) | 100              | 3. Mai                | 15.775.000  | Gerd Aretz                          | 1858          |
|              | 50 Jahre Ruhrfestspiele, Recklinghausen                                                                                   | 100              | 3. Mai                | 15.650.000  | Angelika Winkhaus                   | 1859          |
|              | Serie: Für den Sport – 100 Jahre Olympische Spiele der Neuzeit - Carl Schuhmann                                           | 80+40            | 13. Juni              | 3.520.000   | Margit Zauner                       | 1861          |
|              | - Josef Neckermann | 100+50           | 13. Juni              | 3.245.000   | Margit Zauner                       | 1862          |
|              | - Annie Hübler-Horn | 100+50           | 13. Juni              | 3.125.000   | Margit Zauner                       | 1863          |
|              | - Alfred Flatow und Gustav Felix Flatow                                                                                   | 200+80           | 13. Juni              | 2.925.000   | Margit Zauner                       | 1864          |
|              | 350. Geburtstag von Gottfried Wilhelm Leibniz                                                                             | 100              | 13. Juni              | 25.887.000  | Elisabeth von Janota-Bzowski        | 1865          |
|              | 300 Jahre Akademie der Künste Berlin                                                                                      | 100              | 13. Juni              | 24.660.000  | Peter Steiner                       | 1866          |
|              | Serie: Für den Umweltschutz - Schützt die tropischen Lebensräume                                                          | 100+50           | 18. Juli              | 3.170.000   | Ernst Jünger                        | 1867          |
|              | 800 Jahre Heidelberg Heidelberger Schloß, Alte Brücke mit Stadttor, Heiliggeistkirche auch als Markenheftchen             | 100              | 18. Juli              | 38.800.000  | Detlef Glinski                      | 1868 MH 33    |
|              | 50 Jahre Kinderhilfswerk der Vereinten Nationen (UNICEF) Farbabdrucke von Kinderhänden                                    | 100              | 18. Juli              | 42.270.000  | Lou Romboy                          | 1869          |
|              | 75. Todestag von Ludwig Thoma                                                                                             | 100              | 18. Juli              | 38.415.000  | Hilmar Zill                         | 1870          |
|              | Briefmarkenblock – Deutsche National- und Naturparke: Vorpommersche Boddenlandschaft - Küste                              | 100              | 18. Juli              | 7.965.000   | Silvia Runge                        | Block 36 1871 |
|              | - Windwatt | 200              | 18. Juli              | 7.965.000   | Silvia Runge                        | 1872          |
|              | - Bodden | 300              | 18. Juli              | 7.965.000   | Silvia Runge                        | 1873          |
|              | 100 Jahre Bürgerliches Gesetzbuch                                                                                         | 300              | 14. August            | 25.240.000  | Bruno K. Wiese                      | 1874          |
|              | Serie: Weltkulturerbe der UNESCO - Alte Völklinger Hütte                                                                  | 100              | 14. August            | 24.780.000  | Rolf Lederbogen                     | 1875          |
|              | 50. Todestag von Paul Lincke                                                                                              | 100              | 14. August            | 24.280.000  | Peter Nitzsche                      | 1876          |
|              | Serie: Bilder aus deutschen Städten - Gendarmenmarkt, Berlin                                                              | 100              | 14. August            | 25.590.000  | Heinz Schillinger                   | 1877          |
|              | Serie: Tag der Briefmarke - 50 Jahre Bund Deutscher Philatelisten                                                         | 100              | 14. August            | 24.530.000  | Max Bollwage                        | 1878          |
|              | Serie: Deutscher Fußballmeister - Borussia Dortmund                                                                       | 100              | 27. August            | 39.500.000  | Hans Günter Schmitz                 | 1879          |
|              | 200 Jahre Homöopathie Samuel Hahnemann                                                                                    | 400              | 12. September         | 14.450.000  | Harry Scheuner                      | 1880          |
|              | Serie: Kultur- und Naturerbe der Menschheit - Altstadt Bamberg                                                            | 100              | 12. September         | 25.500.000  | Isolde Monson-Baumgart              | 1881          |
|              | Kampagne gegen Drogenmissbrauch                                                                                           | 100              | 12. September         | 25.682.000  | Günter Gamroth                      | 1882          |
|              | Serie: Für die Wohlfahrt – Bauernhäuser in Deutschland - Spreewald                                                        | 80+40            | 9. Oktober            | 4.040.000   | Detlef Glinski                      | 1883          |
|              | - Thüringen | 80+40            | 9. Oktober            | 4.170.000   | Detlef Glinski                      | 1884          |
|              | - Schwarzwald | 100+50           | 9. Oktober            | 18.420.000  | Detlef Glinski                      | 1885          |
|              | - Westfalen | 100+50           | 9. Oktober            | 18.340.000  | Detlef Glinski                      | 1886          |
|              | - Schleswig-Holstein | 200+70           | 9. Oktober            | 7.205.000   | Detlef Glinski                      | 1887          |
|              | 100. Todestag von Anton Bruckner                                                                                          | 100              | 9. Oktober            | 37.850.000  | Antonia Graschberger                | 1888          |
|              | 100. Todestag von Freiherr Sir Ferdinand von Mueller Gemeinschaftsausgabe mit Australien                                  | 100              | 9. Oktober            | 39.416.000  | John Sellito und David Blyth        | 1889          |
|              | 75 Jahre Donaueschinger Musiktage                                                                                         | 100              | 18. Oktober           | 38.520.000  | Margit Zauner                       | 1890          |
|              | Serie: Weihnachten - Die Heiligen Drei Könige                                                                             | 80+40            | 14. November          | 4.865.000   | Peter Steiner                       | 1891          |
|              | - Christi Geburt | 100+50           | 14. November          | 9.175.000   | Peter Steiner                       | 1892          |
|              | 100. Geburtstag von Carl Zuckmayer                                                                                        | 100              | 14. November          | 39.675.000  | Peter Steiner                       | 1893          |
|              | 100. Geburtstag von Carlo Schmid                                                                                          | 100              | 3. Dezember           | 24.280.000  | Gerd Aretz                          | 1894          |
| Dauermarken  | |                  |                       |             |                                     |               |
| Bild         | Beschreibung | Werte in Pfennig | Ausgabe- datum (1996) | Auflage     | Entwurf                             | Mi.-Nr.       |
|              | Dauermarkenserie: Sehenswürdigkeiten - St.-Michaelis-Kirche in Hamburg                                                    | 690              | 13. Juni              | 152.272.000 | Sibylle und Fritz Haase             | 1860          |